# 楠本加美野
楠本 加美野（くすもと かみの、1922年3月7日 - 2022年3月23日）は、日本の宗教家。生長の家長老。元生長の家宇治別格本山総務(元宝蔵神社宮司)。

## 経歴
1922年千葉県に生まれる。高等小学校卒業後、鉄道省官房研究所に就職し、夜は私立高輪工業学校に通学する生活を送るなか、1938年16歳の時、当時不治の病と云われた結核発症により藁をも縋る思いで『生命の實相（40巻）』にふれて快癒、同年、生長の家に入信。
　1945年より中学・高校の数学科教諭を歴任後、1952年に生長の家職員となる。この時、師・徳久克己と出会う。
　1955年に生長の家本部講師拝命後、生長の家宇治別格本山勤務。1956年には谷口雅春の論文『生命の實相（40巻）』から「人間神の子・罪なし」の真理を分類し編纂後、長男が誕生。（のち1973年に『人類無罪宣言』として初版発行）
　1964年に生長の家河口湖練成道場総務・山梨県教化部長、1981年に生長の家飛田給練成道場総務。1982年に本部理事を経て、1985年に生長の家宇治別格本山総務、能力開発センター宇治研修所長、生長の家長老に就任。
　その間、韓国やブラジルにも光明思想普及に貢献。組織化されていなかった韓国の信徒ら相手に講演を行ったり、ブラジルで優生思想の観点から堕胎を推奨する法律が制定されようとした際、著書『ポ語 流産児よやすらかに』の普及により阻止の一翼を担ったり、また著書『ポ語 父母の愛を求めて』の普及によるブラジルの青少年育成にも貢献している。
　2014年に生長の家総本山に転勤。なお、その時の総本山総務だった長男楠本行孝、次男楠本忠正も生長の家職員である。
　2015年暮れに高齢による体調不良のため入院後、2016年6月には長男の行孝に車いすを押されて総本山で信徒の前に姿を現わし、多くの信徒と面会するなどしていたが、同年退職。
　2017年初旬に再び京都府宇治市に移住し、施設に入所。来訪する信徒の個人指導などを行い「100歳まで現役」を全うした。
　谷口雅春・生長の家初代総裁、谷口清超・生長の家二代目総裁、現在の谷口雅宣・生長の家三代目総裁と三代にわたり第一線で仕え、2022年3月23日午前4時21分、100歳で永眠した。

## 人物
【「父母への感謝」を伝え、多くの人々を救済した生涯】
　生後間もなく実父である大塚好と離れて育ち、実父の存在を知らないまま青年期を迎える。20代後半になって初めて実父の家を訪れた際、その死を知るという数奇な体験をする。このような環境に育ちながら生長の家の教えにより「親を敬い、先祖に感謝することの尊さ」に深く目覚め、生涯を通じてその実践と指導に力を注いだ。その姿勢と導きは、各地で人々の共感を呼び、「親孝行の神様」とも称されるようになった。
　光明思想家・谷口雅春の著書『生命の實相』（全40巻）の中から「人間・神の子、本来罪なし」の教えの部分を抜き出して引用・編纂した『人間無罪宣言』の編者でもあり、この「罪なし」の教えは多くの人を感動させ救済し、「原罪」を説くキリスト教界にも反響を及ぼしている。またこの編纂直後、楠本家に連面継続した業因が消え、長男・楠本行孝が誕生、続けて長女・加藤典代、そして次男・楠本忠正が生まれている。
　その前後に流産児が四人いたこともあり、流産児への思いは一入篤く、流産児供養に関する信徒への指導でも知られている。
　なお、自ら公に述べることはなかったが楠木正成の子孫である家系に生まれ、勤皇の志篤く、“忠恕”を旨として生涯を全うした。

## 影響
生長の家創始者・谷口雅春、その弟子である徳久克己から主に影響を受ける。
　1955年に生長の家本部講師拝命後、特に1964年に河口湖練成道場総務に就任してから2016年退職するまで、多くの信徒に影響を及ぼす。
　また、能力開発センター所長として、ビジネスの現場で大いに活躍した一方、企業や団体の役員や指導者といったお立場の方やその会社員の方々を対象に研修をしてきた。
　旧ヤオハンなどの社員研修を皮切りに企業の社員研修をはじめ、多くの経営者、企業人を育て、その社員に数々の影響を及ぼしてきた。

## 著書
- 『父母の愛を求めて』日本教文社、1975年
- 『伝道物語』日本教文社、1978年
- 『流産児よやすらかに―親と子の運命を支配する流産児供養』日本教文社、1984年
- 『よろこびの先祖供養』日本教文社、1991年
- ほか、ポルトガル語書籍２冊（『ポ語 流産児よやすらかに』『ポ語 父母の愛を求めて』）
- また、『人類無罪宣言』、『信仰の活人剣』、『あなたは無限能力者』を編纂している。
- 以下、CD、カセットテープ。
- 『父母の愛を求めて（カセットテープ）』『よろこびの先祖供養（カセットテープ）』『流産児よやすらかに（カセットテープ）』『解決する力はあなたの中に（カセットテープ』『 汝自らを知れ（カセットテープ）』『困難はチャンス（カセットテープ）』『罪の　　赦し（カセットテープ）』『何のために生きているか（ＣＤ）』『伝道のよろこび（ＣＤ）』『愛は生命の糧（ＣＤ）』